# Ашенвальд, Филипп
Филипп Ашенвальд (нем. Philipp Aschenwald; род. 12 ноября 1995, Рамзау-им-Циллерталь, Австрия) — австрийский прыгун на лыжах с трамплина, трёхкратный серебряный призёр чемпионатов мира 2019 и 2021 годов в командных соревнованиях.

## Спортивная карьера
В Кубке мира выступает с сезона 2015/2016.

## Результаты

### Чемпионаты мира по лыжным видам спорта
| Чемпионаты мира | Нормальный трамплин | Большой трамплин | Нормальный трамплин смешанные команды | Большой трамплин команды |
| --------------- | ------------------- | ---------------- | ------------------------------------- | ------------------------ |
| 2019 Зефельд    | 4                   | 13               | 2                                     | 2                        |
| 2021 Оберстдорф | 12                  | 11               | —                                     | 2                        |

### Подиумы на Кубке мира (1)
| № | Сезон     | Дата       | Место соревнований   | Место |
| - | --------- | ---------- | -------------------- | ----- |
| 1 | 2019/2020 | 30.11.2019 | Рука, Финляндия      | 2     |
| 2 | 2019/2020 | 07.12.2019 | Нижний Тагил, Россия | 3     |